# Ganglion (patologie)

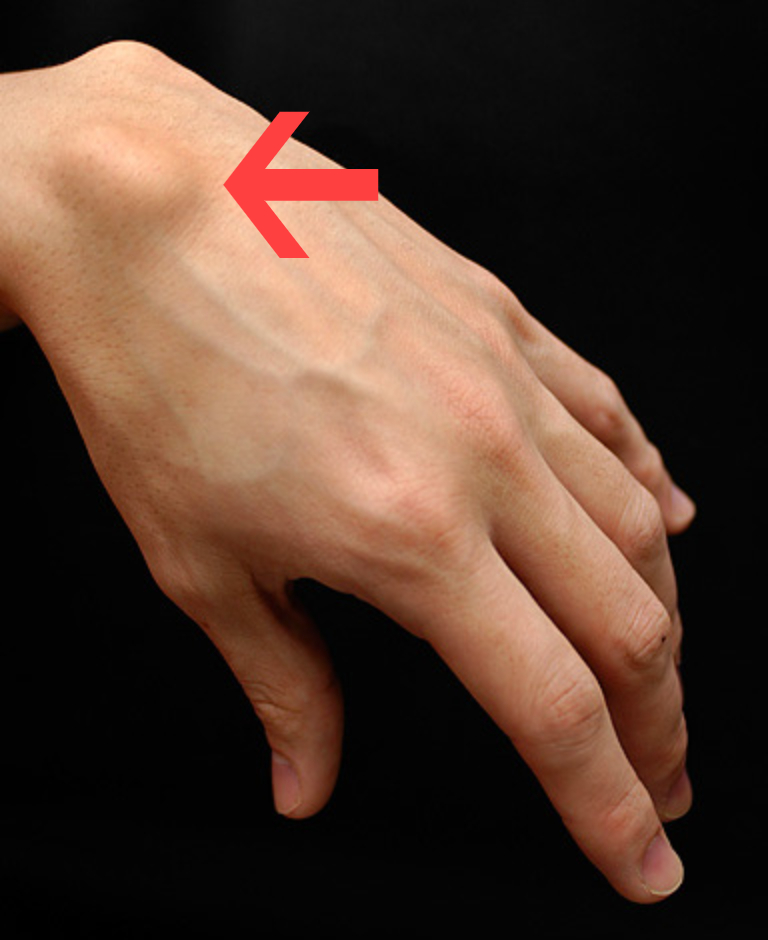
Příklad ganglionu

Ganglion je pseudocysta vyplněná rosolem a vzniklá v blízkosti kloubů a šlach na ruce nebo noze. Rosol je hustší variantou kloubní tekutiny. 

## Příčiny a výskyt
Gangliony jsou idiopatické, mechanismus jejich vzniku není plně prozkoumán. Jedním možným důvodem je dlouhodobé podráždění či infekce v kloubu. K tomu může dojít například po úraze, nebo při dlouhodobém přetěžování (poměrně časté jsou gangliony u gymnastů). Jiným možným důvodem je únik kloubní tekutiny přes jakýsi zpětný ventil.
Prapříčinou vzniku pak může být změna kloubu v důsledku vážnějšího zdravotního problému, například kostního nádoru, zlomeniny, artrózy, …
Ganglion je častější u žen než u mužů. Nejčastěji se objevuje u styku člunkovité kosti s poloměsíčitou kostí.

## Léčba
Je možné, že ganglion zmizí bez aktivní léčby, zvláště pokud nebude kloub příliš namáhán a pomine-li příčina jeho vzniku. Ovšem protože může být ganglion také příznakem vážnějšího zdravotního problému, který by nebylo dobré zanedbat, je možné, že při návštěvě lékaře bude místo preventivně prozkoumáno ultrazvukem nebo rentgenem.
Pokud ganglion samovolně nemizí a působí bolest, komplikuje pohyblivost kloubu, nebo je vnímán jako ošklivý, je možné jej zkusit odstranit aktivně, a to buď vyříznutím nebo (není-li rosol příliš hustý) napíchnutím a odsátím. V obou případech je možné, že se ganglion opět obnoví. Pravděpodobnost obnovy je nižší, pokud se v rámci zákroku podaří odstranit i příčinu hromadění tekutiny.
V léčbě, prevenci recidiv i pooperační péči je možné aplikovat protizánětlivé látky jako např. diclofenacum natricum (např. jako emulgel Veral).